# Metalectra safina
Metalectra safina är en fjärilsart som beskrevs av William Schaus 1916. Metalectra safina ingår i släktet Metalectra och familjen nattflyn. Inga underarter finns listade i Catalogue of Life.